# 五鳳 (漢)
五鳳（ごほう）は、中国、前漢の宣帝劉詢の治世に行われた5番目の元号。
紀元前57年 - 紀元前54年。

## 西暦との対照表
| 五鳳 | 元年   | 2年    | 3年    | 4年    |
| 西暦 | 前57年 | 前56年 | 前55年 | 前54年 |
| 干支 | 甲子   | 乙丑   | 丙寅   | 丁卯   |